# Thygater nigrilabris
Thygater nigrilabris är en biart som beskrevs av Urban 1967. Thygater nigrilabris ingår i släktet Thygater och familjen långtungebin. Inga underarter finns listade i Catalogue of Life.